# Neunaugen
Neunaugen (Petromyzontiformes) sind eine Ordnung fischähnlicher, stammesgeschichtlich basaler Wirbeltiere (Vertebrata) und lebende Fossilien, die sich seit 500 Millionen Jahren kaum verändert haben. Sie haben einen aalartigen, langgestreckten Körper, der mit einem flossenartigen Rücken- und Schwanzsaum besetzt ist. Die Tiere haben zwei Augen (zur Bezeichnung „Neunauge“ siehe Erscheinungsbild). Sie bilden zusammen mit den Schleimaalen die Gruppe der kieferlosen Rundmäuler, die im weiteren Sinne oft zu den Fischen gezählt werden.
Neunaugen fanden und finden auch in der Küche Verwendung, wo sie als Lampreten ähnlich wie Aal zubereitet wurden. Dies ist durch die zahlreichen Schutzbestimmungen heute kaum mehr möglich. Alle Arten von Neunaugen befinden sich auf der Roten Liste.
Der Verband Deutscher Sportfischer, das Bundesamt für Naturschutz und der Verband Deutscher Sporttaucher haben die Ordnung der Neunaugen zum Fisch des Jahres 2012 gekürt.

## Verbreitungsgebiet
Neunaugen kommen überwiegend in Küstengewässern und Süßwasser in kalten und gemäßigten Zonen vor. Das Verbreitungsgebiet ist disjunkt und umfasst Europa, das kalte und gemäßigte Asien, Nordamerika, Patagonien, den Südosten Australiens (inklusive Tasmanien) und Neuseeland. Für mindestens eine Art, nämlich Geotria australis, wird angenommen, dass sie auch beachtliche Distanzen im offenen Meerwasser zurücklegt. Ursache für diese Annahme ist, dass sich zwischen australischen und neuseeländischen Populationen keine isolierte Entwicklung feststellen lässt.
Neunaugen laichen im Oberlauf von Bächen und Flüssen. Sie benötigen hierfür kiesige Substrate, die von kühlem, sauerstoffreichem Wasser durchströmt werden (daher kommen sie in den Tropen nicht vor).
Sehr stark haben sich Meerneunaugen als Neozoon in den nordamerikanischen Großen Seen ausgebreitet, wo sie durch Schiffe und Kanäle eingeschleppt wurden und keine natürlichen Feinde haben. Dort sind sie zur Plage geworden und bedrohen die einheimischen Fischbestände. In Nordamerika gibt es für sie traditionell und aus anderen Gründen („Blutsauger“) keinen Markt als Speisefisch. Außerdem sind die Tiere aufgrund ihrer Lebensweise zu stark mit Umweltgiften belastet. Sie werden mit Fallen (unter anderen auch mit künstlichen Pheromonfallen) und speziellen Giften in den Oberläufen der zufließenden Gewässer bekämpft. Da Neunaugen biologisch gesehen keine Fische sind und sich in ihrer Körperchemie stark von Fischen unterscheiden, war es möglich, Giftstoffe zu finden, die für Neunaugen, aber nicht für echte Fische giftig sind.

## Erscheinungsbild

Körperbau eines adulten Neunauges (Schema)
1 Nasenöffnung, 2 Mund mit Schlund, 3 Auge, 4 externe Kiemenschlitze, 5 Körper, 6 Öffnung der Kloake, 7 Schwanz, 8 Schwanzflosse, 9 hintere Rückenflosse, 10 vordere Rückenflosse

Das Maul eines Meerneunauges

Die noch augenlosen, wurmartigen Larven werden Querder genannt. Sie vergraben sich nach dem Schlüpfen in sandigen Abschnitten der Gewässersohle. Der Kopf bleibt frei und fischt feine Nahrungspartikel (Plankton) aus dem Wasser. Meist nach 5 bis 7 Jahren erfolgt eine recht radikale Umwandlung (Metamorphose) des Körperbaus zum erwachsenen Tier.
Je nach Art werden Neunaugen circa 20 bis 40 cm groß, im Meer bis zu 75 cm, vereinzelt auch größer.
Die erwachsenen Tiere haben zwei Augen. Der Name „Neunauge“ geht auf die als Augen anmutenden sieben seitlichen Kiemenspalten  und die (unpaare) Nasenöffnung  (also neun „Augen“ auf jeder der beiden Körperseiten) zurück.
Neunaugen haben keine Kiefer. Das rundliche Maul ist mit Hornzähnen ausgestattet und als Saugmaul ausgebildet.

## Lebensweise und Ernährung

### Wandernde Arten

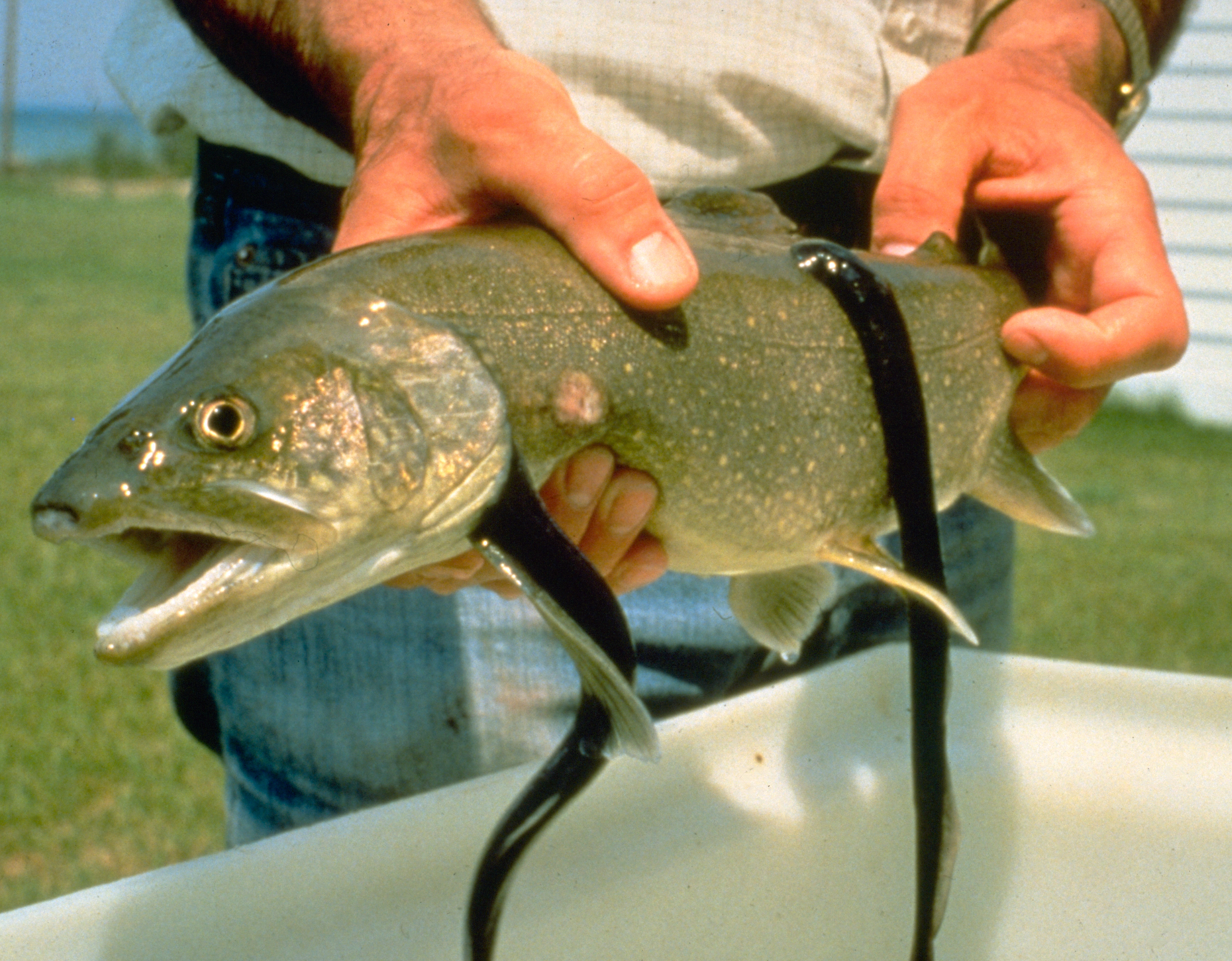
Neunaugen an einem Amerikanischen Seesaibling

Bei etwa der Hälfte der Arten, die zu den Neunaugen gerechnet werden, wandern die ausgewachsenen Tiere in das Meer, wo sie bis zu 18 Monate als Parasiten leben, gewöhnlich nahe der Küste. Zu den Arten, bei denen dies vorkommt, zählen unter anderem die auch in Mitteleuropa verbreiteten Meer- und Flussneunaugen.
Ihre Wirte sind Fische, an denen sie sich festsaugen, Blut trinken und Fleischstücke herausraspeln. Durch spezielle Substanzen in ihrem Speichel hemmen sie die Blutgerinnung, weshalb bei angegriffenen Fischen keine Blutgerinnsel entstehen. Forscher versuchen, diese Substanz aus dem Speichel zu extrahieren, um sie in der Medizin einzusetzen und Blutgerinnsel aufzulösen.
Größere, gesunde Fische überleben solche Angriffe meist und behalten nur typische kreisförmige Narben zurück, kleinere Arten jedoch, Jungtiere und kranke Fische können daran sterben. Größere Neunaugen greifen vereinzelt in Küstennähe auch Menschen an und saugen deren Blut. Die Bisse sind jedoch für den Menschen nicht giftig.
Nach einigen Jahren steigen die Neunaugen wiederum bis in den Oberlauf eines Fließgewässers auf, um zu laichen. Während des Rückzugs in die Süßwassergewässer bildet sich der Darm zurück. Nach dem Laichakt sterben die Tiere.

### Stationäre Arten
Etwa zwanzig Arten der Neunaugen sind stationäre, nichtparasitische Süßwasserbewohner. Die Tiere bleiben in der Nähe der Stelle, an der sie die Larvenzeit verbrachten, und laichen hier auch wieder ab. Sie sind jeweils eng verwandt mit großen, anadrom lebenden Arten und werden deshalb auch als „Satelliten-Art“ der jeweils verwandten, anadromen Art genannt. Ein Beispiel für eine solche stationäre Art ist das Bachneunauge. Weitere nur im Süßwasser vorkommende Neunaugen sind das Oberitalienische Neunauge, das nur in Seitenflüssen des Pos vorkommt, und das nur im Einzugsgebiet der Donau vorkommende Ukrainische Bachneunauge (Eudontomyzon mariae).
Bei diesen Neunaugenarten graben sich die Larven im Gewässergrund ein und ernähren sich von Kleinorganismen, die sie aus dem Wasser filtrieren. Nach der Larvenzeit nehmen sie keine Nahrung mehr zu sich.  Bereits während der Umwandlung in adulte Tiere bildet sich der Darm zurück. Die Tiere laichen nur noch ab und sterben dann.
Das donauendemische Donauneunauge (Eudontomyzon danfordi) weicht von diesem Verhaltensmuster ab. Es ist die einzige europäische Neunaugenart, die an Süßwasserfischen wie Barschen und Döbeln parasitiert.

## Systematik

### Äußere Systematik und Evolution
Die Neunaugen wurden und werden seit kurzem wieder zusammen mit den Schleimaalen (Myxiniformes) in die Überklasse der Rundmäuler (Cyclostomata) eingeordnet. Mit dem Aufkommen der Prinzipien der Kladistik setzte sich in den späten 1970er Jahren die Meinung durch, dass es sich bei den Rundmäulern um ein paraphyletisches Taxon handeln muss und dass die Neunaugen näher mit den Kiefermäulern (Gnathostomata) (Knorpelfische, Knochenfische und Landwirbeltiere) verwandt sind als mit den Schleimaalen. Grundlegend dafür ist eine Reihe von gemeinsamen Merkmalen, die sich erst nach der Abspaltung der Schleimaale gebildet haben sollen, darunter vor allem die mit Muskulatur versehenen Basen der Flossen, das mit Nerven ausgestattete Herz, der Aufbau von Milz und Bauchspeicheldrüse und verschiedene physiologische Eigenschaften.
Molekularbiologische Untersuchungen zeigten jedoch, dass die Rundmäuler doch monophyletisch sind, d. h. Neunaugen und Schleimaale haben eine jüngste gemeinsame Stammform, aus der keine andere rezente Gruppe hervorgeht. So teilen sie vier einzigartige microRNA-Familien und 15 einzigartige Paralogien zwischen primitiven microRNA-Familien.
Die Rundmäuler sollen sich vor etwa 500 Millionen Jahren im Kambrium aus einem letzten gemeinsamen Vorfahren aller Wirbeltiere entwickelt haben, der allerdings wesentlich komplexer war als die Rundmäuler. Die Rundmäuler durchliefen daraufhin eine Degeneration und verloren zahlreiche der für Wirbeltiere typischen Merkmale, die Schleimaale mehr, die Neunaugen weniger. 360 Millionen Jahre alte Fossilien von Neunaugen sind den modernen Formen schon recht ähnlich.
Analysen des Genoms von Meerneunaugen (Petromyzon marinus) zeigen, dass die Neunaugen Charakteristika einer zweifachen Genverdoppelung (Genduplikation) aufweisen. Die Neunaugen sind somit die älteste Wirbeltierordnung, bei der diese Besonderheit nachgewiesen wurde. Die Genomvergrößerung fand demnach in der Wirbeltiergeschichte noch vor der Abspaltung der Neunaugen, also vor mehr als 500 Millionen Jahren statt. Sie stellte in der Evolution der Wirbeltiere ein prägendes Ereignis dar, unter anderem weil die zusätzlichen Gene in der weiteren Entwicklung neue Anpassungen ermöglichten.
Von den Erbanlagen der Kiefermäuler finden sich viele Gene schon beim Meerneunauge (1,2 bis 1,5 Prozent der Erbanlage des Menschen), sogar einige der genetischen Regulatoren für paarige Gliedmaßen, obwohl Neunaugen selbst nur einen unpaarigen Flossensaum an Bauch und Rücken ausgebildet haben.

### Innere Systematik
Es gibt drei Familien, 10 Gattungen und etwa 47 bis 49 Arten:
- Familie Geotriidae
  - Gattung Geotria
    - Geotria australis Gray, 1851
    - Geotria macrostoma (Burmeister, 1868)
- Familie Mordaciidae
  - Gattung Mordacia
    - Mordacia lapicida (Gray, 1851)
    - Mordacia mordax (Richardson, 1846)
    - Mordacia praecox Potter, 1968
- Familie Petromyzontidae
  - Unterfamilie Lampetrinae
    - Gattung Caspiomyzon
      - Caspiomyzon graecus (Renaud & Economidis, 2010)

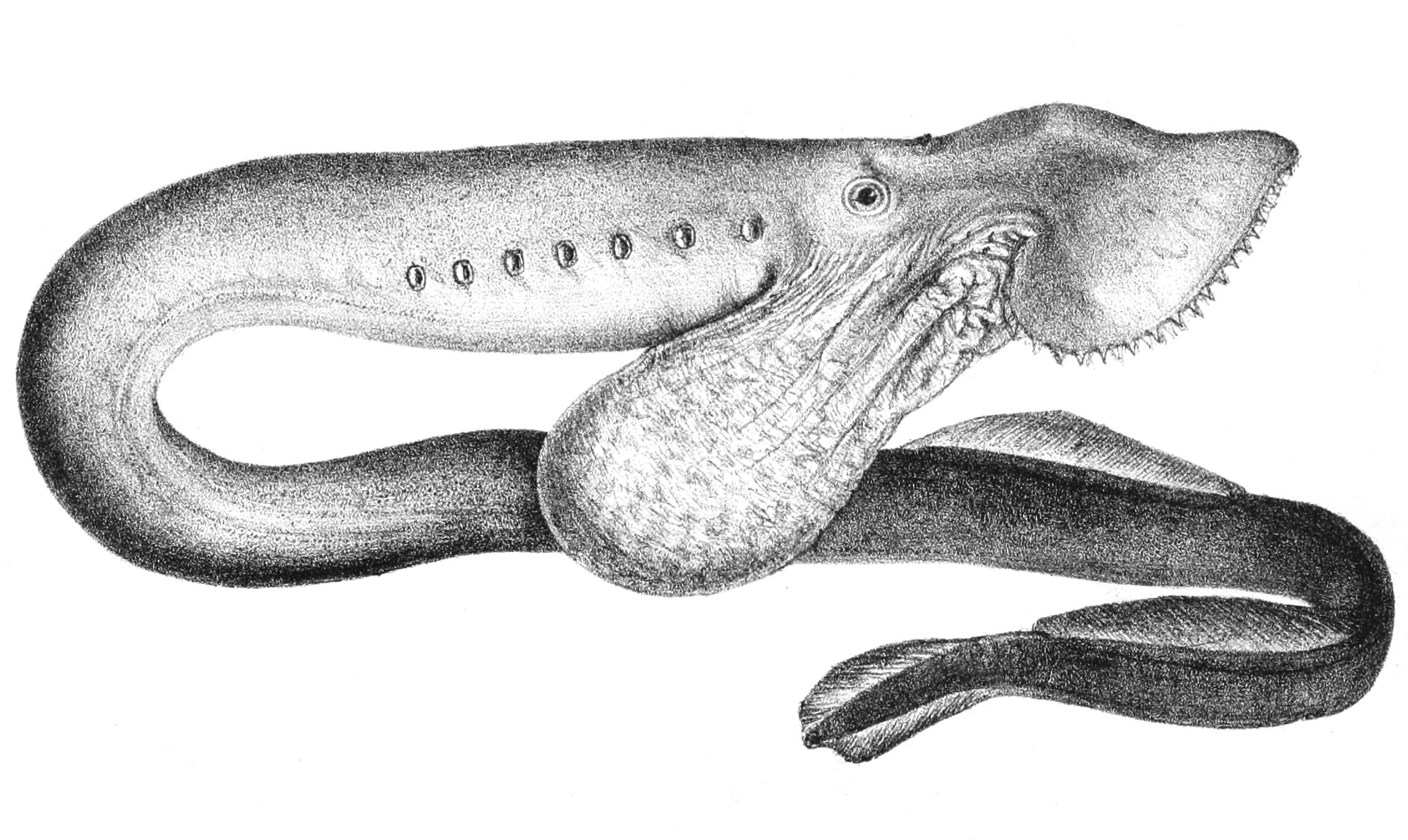
Geotria australis

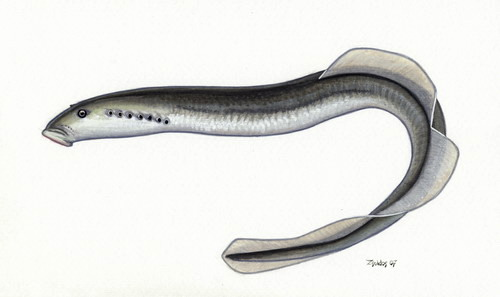
Eudontomyzon danfordi

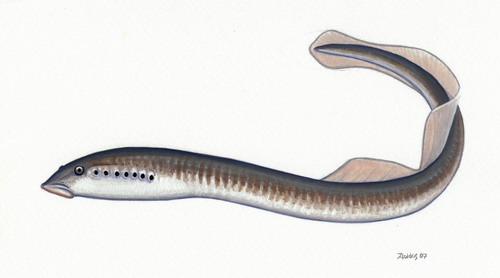
Eudontomyzon mariae

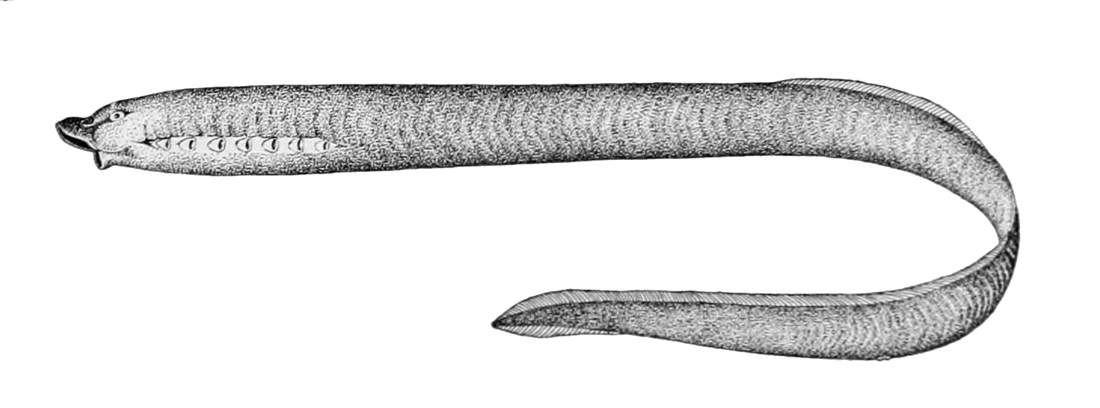
Lampetra tridentata

      - Griechisches Bachneunauge (Caspiomyzon hellenicus (Vladykov, Renaud, Kott & Economidis, 1982))
      - Kaspineunauge (Caspiomyzon wagneri (Kessler, 1870))

    - Gattung Eudontomyzon
      - Donauneunauge (Eudontomyzon danfordi Regan, 1911)
      - Ukrainisches Bachneunauge (Eudontomyzon mariae (Berg, 1931))
      - Eudontomyzon morii (Berg, 1931)
      - Drin-Bachneunauge (Eudontomyzon stankokaramani Karaman, 1974)
      - Donaubachneunauge (Eudontomyzon vladykovi Oliva & Zanandrea, 1959)

    - Gattung Entosphenus Gill, 1862
      - Entosphenus folletti Vladykov & Kott, 1976
      - Entosphenus lethophagus (Hubbs, 1971)
      - Entosphenus macrostomus (Beamish, 1982)
      - Entosphenus minimus (Bond & Kan, 1973)
      - Entosphenus similis Vladykov & Kott, 1979
      - Entosphenus tridentatus (Richardson, 1836)

    - Gattung Lampetra
      - Lampetra aepyptera (Abbott, 1860)
      - Lampetra alavariensis Mateus, Alves, Quintella & Almeida, 2013[14]
      - Lampetra auremensis Mateus, Alves, Quintella & Almeida, 2013[14]
      - Lampetra ayresii (Günther, 1870)
      - Flussneunauge (Lampetra fluviatilis (Linnaeus, 1758))
      - Lampetra hubbsi (Vladykov & Kott, 1976)
      - Lampetra lamottenii (Lesueur, 1827)
      - Lampetra lanceolata Kux & Steiner, 1972
      - Lampetra lusitanica Mateus, Alves, Quintella & Almeida, 2013[14]
      - Lampetra pacifica Vladykov, 1973
      - Bachneunauge (Lampetra planeri (Bloch, 1784))
      - Lampetra richardsoni Vladykov & Follett, 1965
      - Lampetra soljani Tutman et al., 2017

    - Gattung Lethenteron
      - Lethenteron alaskensis Vladykov & Kott, 1978
      - Lethenteron appendix (DeKay, 1842)
      - Arktisches Neunauge (Lethenteron camtschaticum (Tilesius, 1811)) Lethenteron camtschaticum
      - Lethenteron kessleri (Anikin, 1905)
      - Lethenteron matsubarai Vladykov & Kott, 1978
      - Lethenteron ninae Naseka, Tuniyev & Renaud, 2009
      - Lethenteron reissneri (Dybowski, 1869)

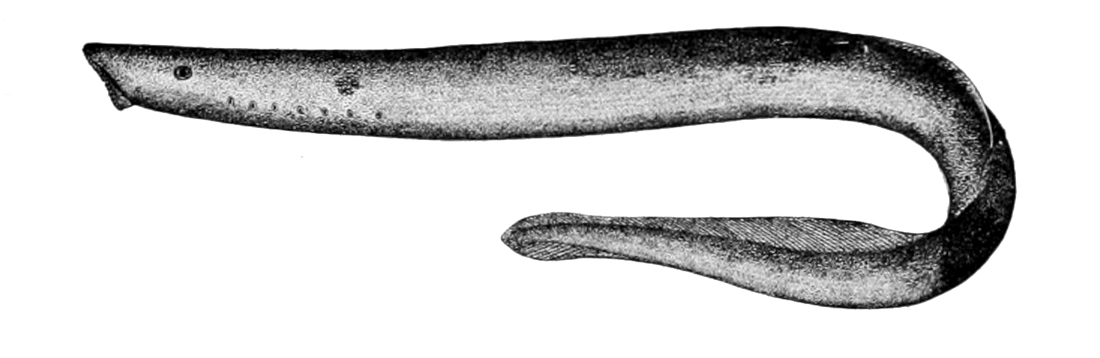
Lethenteron camtschaticum

      - Oberitalienisches Neunauge (Lethenteron zanandreai (Vladykov, 1955))

    - Gattung Tetrapleurodon
      - Tetrapleurodon geminis Alvarez, 1964
      - Mexikanisches Neunauge (Tetrapleurodon spadiceus (Bean, 1887))

  - Unterfamilie Petromyzontinae
    - Gattung IchthyomyzonIchthyomyzon greeleyiPetromyzon marinus
      - Ichthyomyzon bdellium (Jordan, 1885)
      - Ichthyomyzon castaneus Girard, 1858
      - Ichthyomyzon fossor Reighard & Cummins, 1916
      - Ichthyomyzon gagei Hubbs & Trautman, 1937
      - Ichthyomyzon greeleyi Hubbs & Trautman, 1937
      - Ichthyomyzon unicuspis Hubbs & Trautman, 1937

    - Gattung Petromyzon

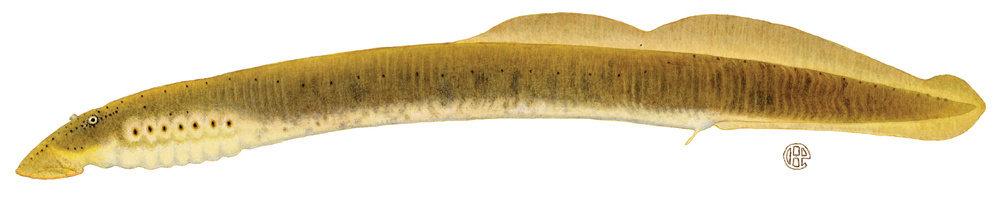
Ichthyomyzon greeleyi

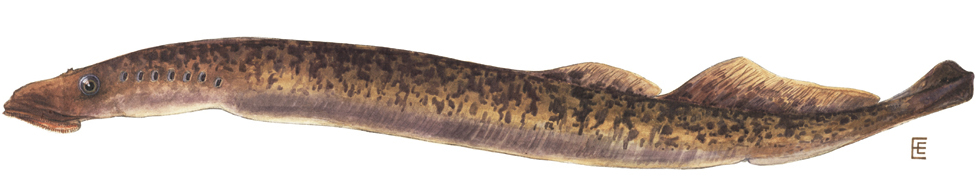
Petromyzon marinus

      - Meerneunauge (Petromyzon marinus Linnaeus, 1758)

## Neunaugen als Nahrungsmittel

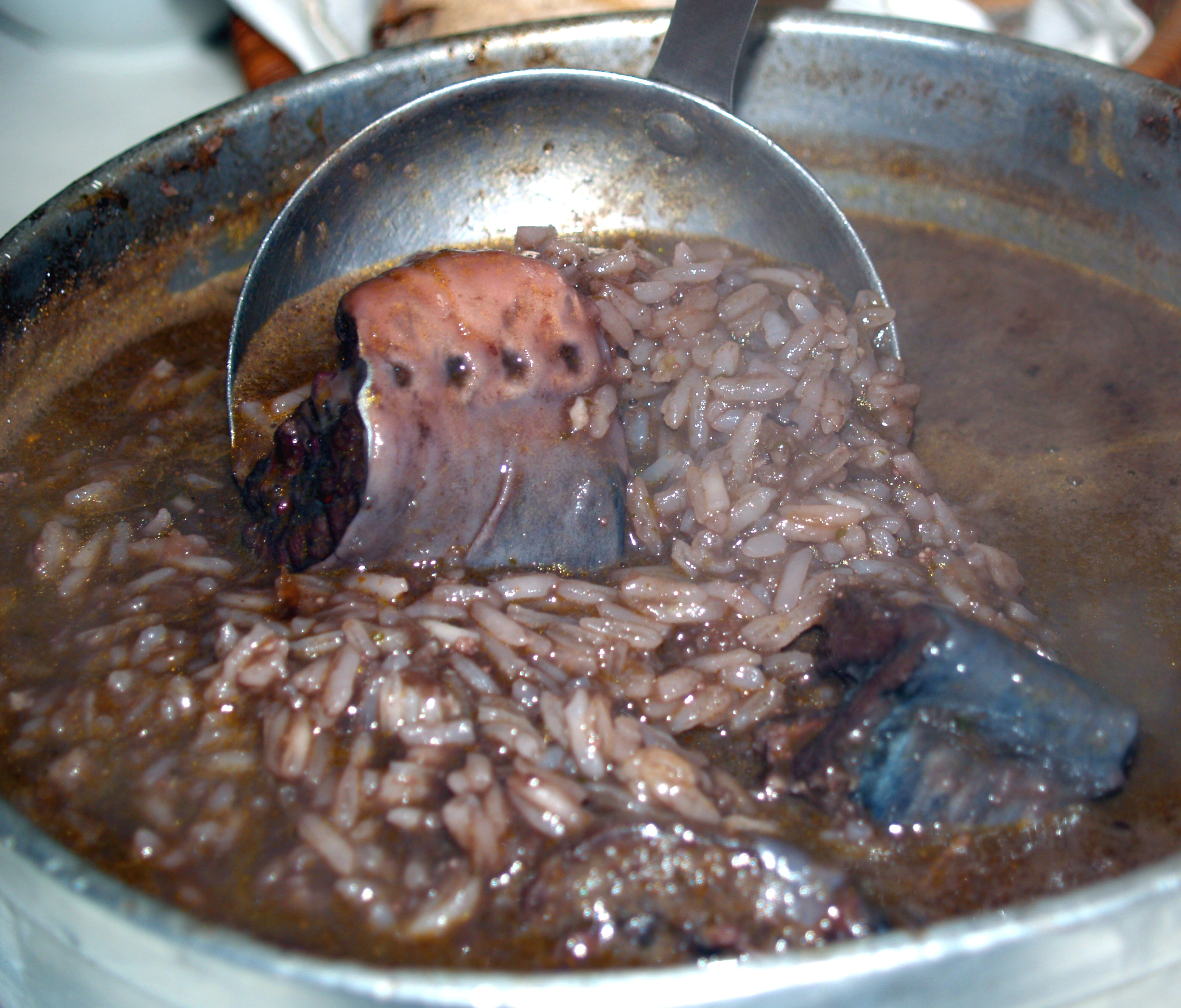
Arroz de Lampreia – Lamprete mit Reis, ein klassisches Gericht aus Portugal

Neunaugen werden seit der Antike als Speisefische sehr geschätzt und in der Küche meist als Lampreten bezeichnet.  Der größte und auch wirtschaftlich genutzte Vertreter der Neunaugen ist das Meerneunauge. Sein Fleisch ist weiß und fein, mit Aal vergleichbar, im Geschmack „fleischiger“ als das Fleisch der meisten echten Fische.
Im Mittelalter waren besonders die Lampreten von Nantes so berühmt, dass die Pariser Bürger den Händlern entgegen fuhren. Heinrich I. von England soll an einer Lebensmittelvergiftung gestorben sein, die er sich durch den Verzehr verdorbener Neunaugen zugezogen hatte. Daraufhin kam es zu einem langanhaltenden Bürgerkrieg. Noch im 19. Jahrhundert wurden in Norddeutschland Hunderttausende von Lampreten gefangen und gebraten und mit Essig und Kräutern mariniert angeboten. Das kleinere Flussneunauge (auch Bricke oder Pricke genannt) wurde bis in neuere Zeit in Elbe und Weser gefangen und über Holzkohle gegrillt.
In Frankreich, Galicien und Portugal stehen Lampreten noch heute auf traditionellen Speisekarten. Ein klassisches Lampretengericht ist Lamproie à la Bordelaise, bei dem die Stücke in einer Sauce aus Bordeaux-Wein, dem Blut der Neunaugen, rohem Schinken, Porree, Zwiebeln und Knoblauch gedünstet werden.
Mittlerweile gehören Neunaugen in Europa zu den gefährdeten Arten und werden nur noch selten angeboten. Nur im Baltikum werden regelmäßig Neunaugen auf den Märkten angeboten und gegrillt oder geräuchert verzehrt.